# Mark Canha

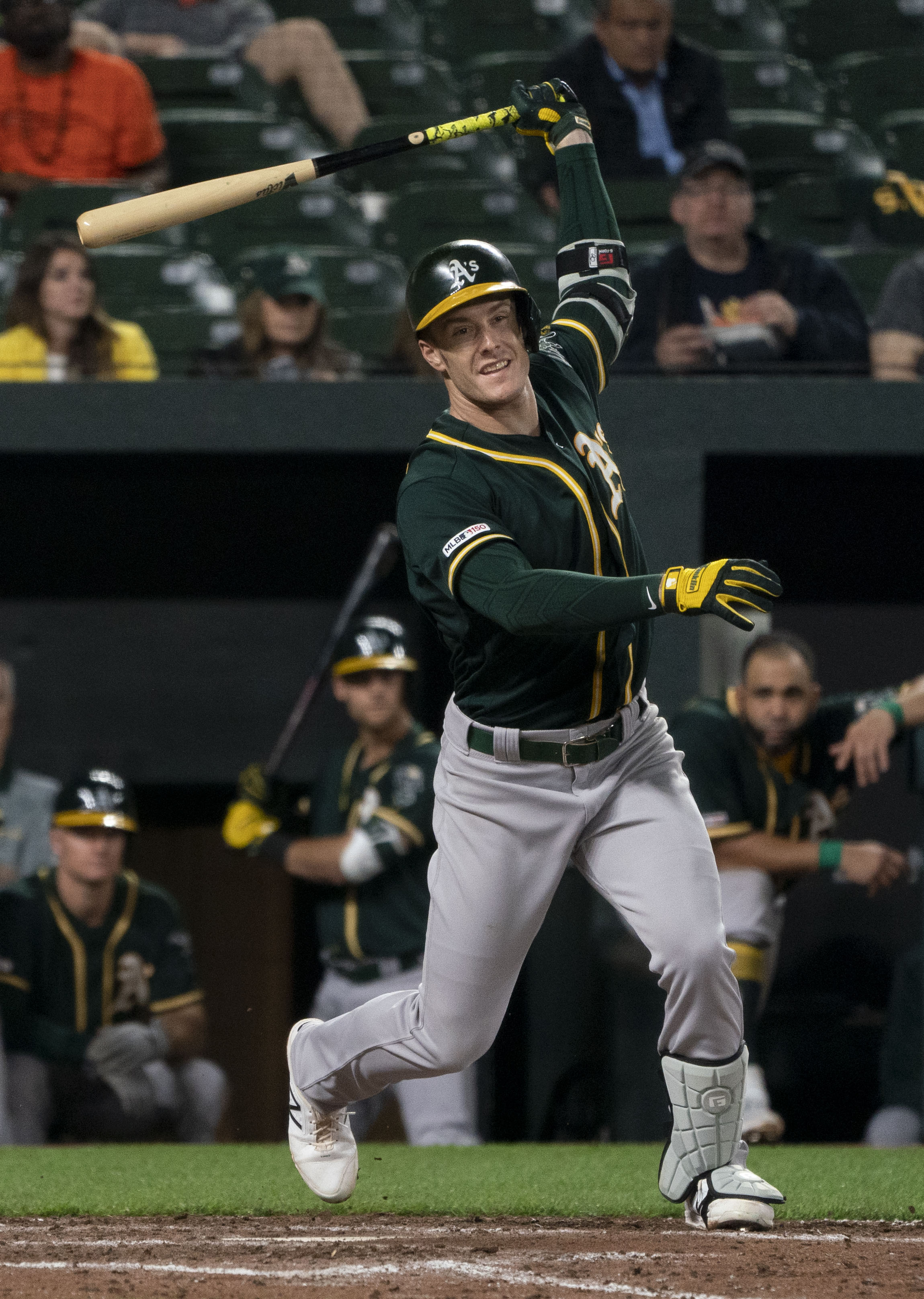
Mark Canha, 2019.

Mark David Canha, född 15 februari 1989 i San Jose i Kalifornien, är en amerikansk professionell basebollspelare som spelar som outfielder alternativt förstabasman för New York Mets i Major League Baseball (MLB). Han har tidigare spelat för Oakland Athletics.
Canha avlade en kandidatexamen i nationalekonomi vid University of California, Berkeley samtidigt som han spelade för deras idrottsförening California Golden Bears. År 2010 blev Canha MLB-draftad av Florida Marlins men de tvingades ge upp honom vid 2014 års MLB-draft till Colorado Rockies, som skickade honom direkt till Athletics.